# 1916 en France
Chronologie de la France
- 1912
- 1913
- 1914
- 1915
- 1916
- 1917
- 1918
- 1919
- 1920

Cette page concerne l'année 1916 du calendrier grégorien.

## Événements

### Janvier
- 1er janvier :
  - entrée en vigueur de l’impôt sur le revenu[1].
  - création du service de l’organisation des travailleurs coloniaux (SOTC) au sein du Ministère de la Guerre, en vue d'organiser le recrutement de main-d’œuvre dans les colonies 220 000 travailleurs sont acheminés en France : environ 75 000 Algériens, 35 000 Marocains, 18 500 Tunisiens, 5 500 Malgaches, 49 000 Indochinois. 37 000 Chinois, recrutés comme ouvriers civils, sont en réalité traités et administrés comme des coloniaux[2].
  - le Service de la main-d’œuvre étrangère (SMOE) est placé sous l’autorité du ministère de l’Armement d’Albert Thomas[2]. Des bureaux d'immigration et des centres d'hébergement sont installés aux frontières.
- 9 janvier : échec de l'offensive alliée dans les Dardanelles. Les forces franco-britanniques évacuent la presqu’île de Gallipoli[3].
- 9-10 janvier : offensive allemande en Champagne entre la Courtine et le mont Têtu (Main de Massiges)[4].
- 11 janvier : explosion à Lille du dépôt de munitions allemand des dix-huit ponts ; 130 personnes environ sont tuées, 21 usines et près de 800 maisons sont détruites ou gravement endommagées[5].

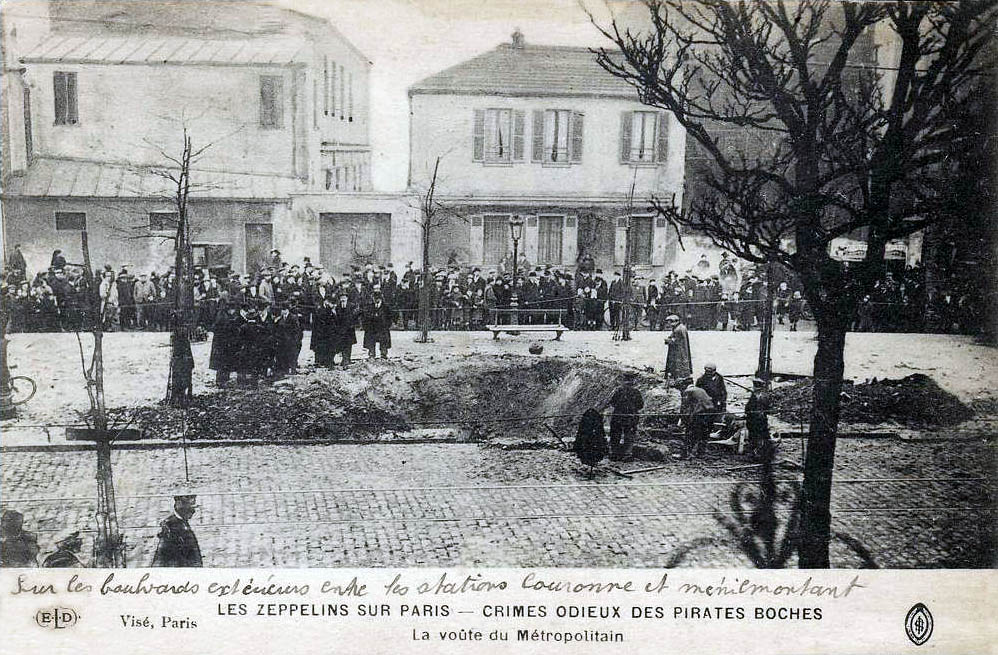
Cratère au-dessus de la voûte de la ligne 2 du métro sur le boulevard de Belleville entre les stations Couronnes et Ménilmontant causé par le raid aérien du 29 janvier 1916.

- 29 janvier : Paris est bombardée par deux Zeppelins qui font 75 morts et 38 blessés dans les quartiers de Belleville et Ménilmontant[6].

### Février
- 8 février : création du mouvement Dada au Cabaret Voltaire à Zurich par les poètes Hugo Ball, Richard Huelsenbeck, Tristan Tzara, les peintres Jean Arp, Marcel Janco, Sophie Taeuber et une page de dictionnaire prise au hasard[7].
- 21 février : affrontement au bois des Caures[8]. Début de la bataille de Verdun (fin le 18 décembre)[9]. L’artillerie allemande pilonne les positions françaises sur un front de 12 km. Plus de 300 000 morts, environ 163 000 Français et 140 000 Allemands[10].
- 22 février-7 mars : la Voie sacrée entre  Bar-le-Duc et Verdun achemine sur le front 190 000 hommes et 22 250 tonnes de matériels[11].
- 25 février, Verdun : prise du fort de Douaumont par les Allemands[8]. Le général Pétain, commandant de la IIe armée prend le commandement du secteur de Verdun[12].

### Mars
- 4 mars : les Français et les Britanniques se partagent la Colonie allemande du Kamerun[13].

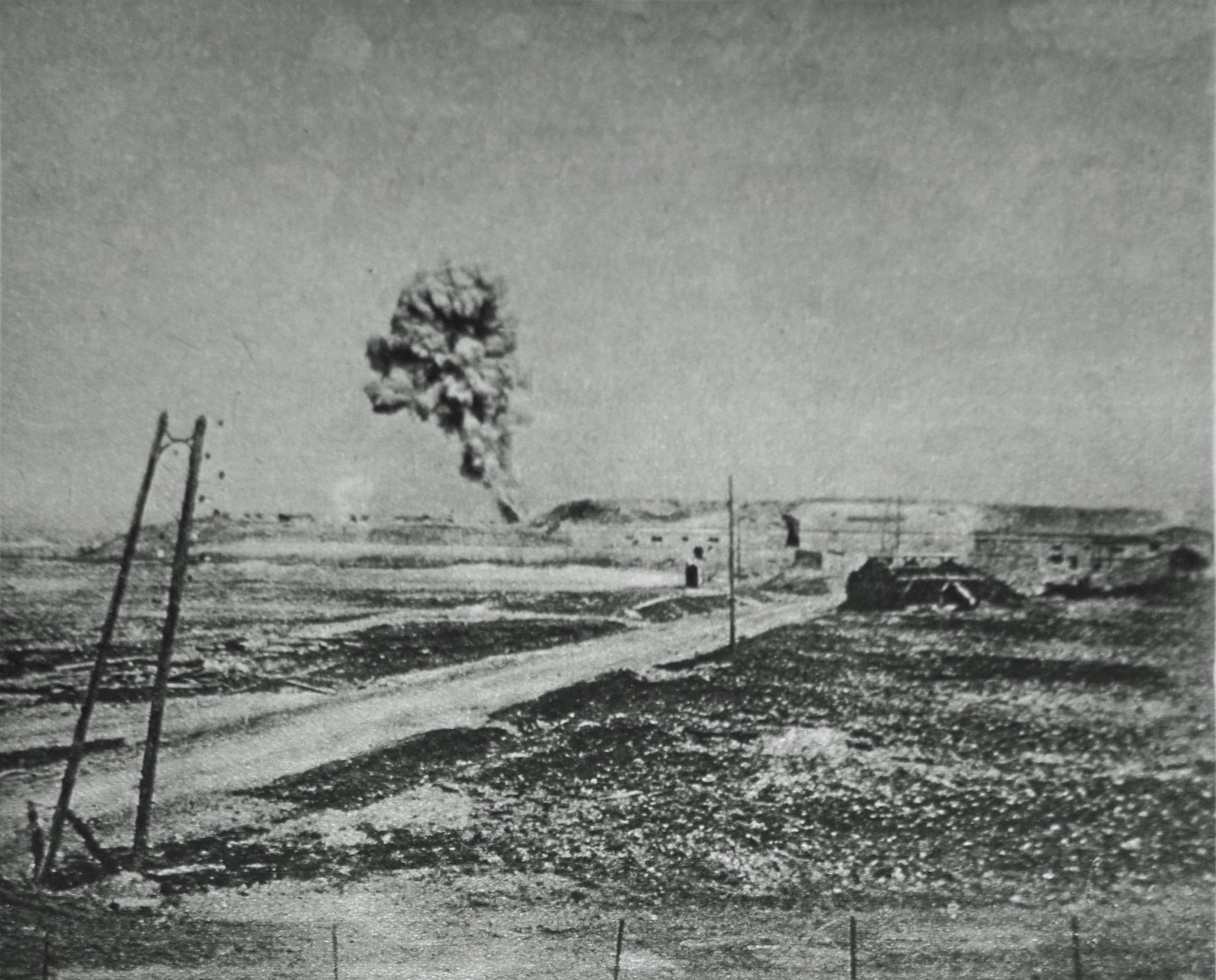
Le fort de Vaux pris pour cible par les obus.

- 9 mars : Verdun : les Allemands se heurtent à la résistance du fort de Vaux[8].
- 10 mars : ordre du jour du général Joffre après l'arrêt de l'attaque sur les deux rives de la Meuse ; « Vous serez de ceux dont on dira : ils ont barré aux Allemands la route de Verdun »[12].
- 14 mars : publication dans le quotidien syndicaliste La Bataille du « Manifeste des Seize » contre l’agression allemande, écrit par Pierre Kropotkine et Jean Grave et daté du 28 février 1916[14].
- 16 mars : le ministre de la guerre Gallieni démissionne pour raisons de santé. Le général Roques le remplace[15].
- 17 mars : le poète Guillaume Apollinaire est blessé sur le Chemin des Dames au bois des Buttes par un éclat d'obus à la tempe[12].

### Avril
- 9 avril : échec de l’offensive générale allemande sur le front de Verdun[8].
- 22 avril : création du comité de travail féminin par arrêté d'Albert Thomas, sous-secrétaire d'État à l'Artillerie et à l'Équipement[12].
- 27 avril :
  - loi Meunier qui supprime les conseils de guerre spéciaux et rétablit l'admission des circonstances atténuantes ainsi que l'application du sursis[16].
  - une attaque allemande au gaz est repoussée près au nord de Lens entre Hulluch et Loos[17].
- 30 avril : Pétain, nommé commandant de l'Armée du Centre, laisse la direction de la bataille de Verdun à Nivelle[8].

### Mai
- Mai : Coco Chanel lance les robes en jersey[18].
- 6 mai : loi qui autorise le gouvernement à prohiber provisoirement par décret l'entrée des marchandises étrangères, loi prorogée successivement jusqu'au 31 décembre 1922[19].
- 16 mai : accord secret Sykes-Picot (Royaume-Uni et France) prévoyant après la guerre le partage des possessions arabes de l’Empire ottoman[3].
- 25 mai-15 août : exposition de la Cité Reconstituée sur l'urbanisme organisée par l'association générale des hygiénistes et techniciens municipaux à la salle du Jeu de paume et au Tuileries à Paris[20].
- 31 mai : loi sur la restriction du droit des sociétés à émettre des valeurs mobilières pendant la durée des hostilités et interdiction de principe pour l'inscription à la cote d'actions de sociétés étrangères. L'épargne doit se concentrer sur le financement de l'effort de guerre[21].

### Juin
- 8-9 juin : offensive allemande à Verdun. Chute du fort de Vaux puis le lendemain de Thiaumont ; Fleury-devant-Douaumont tombe le 23[8].
- 23 juin, Verdun : les Allemands atteignent les abords de Froideterre[8].
- 14 juin : instauration de l'heure d'été pour réaliser des économies d'éclairage[22].
- 16-22 juin : la Chambre des députés se constitue en comité secret pour débattre de la situation militaire, de la bataille de Verdun et du contrôle parlementaire aux armées[23].
- 22 juin : les députés votent une résolution qui institue le contrôle parlementaire aux armées ; le 27 juillet, sur la proposition de Charles Chaumet, ils confient aux grandes commissions de la Chambre le contrôle du gouvernement au sujet de la guerre[24].

### Juillet
- 29 juin-8 juillet : première « grève des munitionnettes », ouvrières des usines de munitions de l'entreprise de Dion à Puteaux, contre les baisses de salaire ; elles obtiennent satisfaction[25],[26].

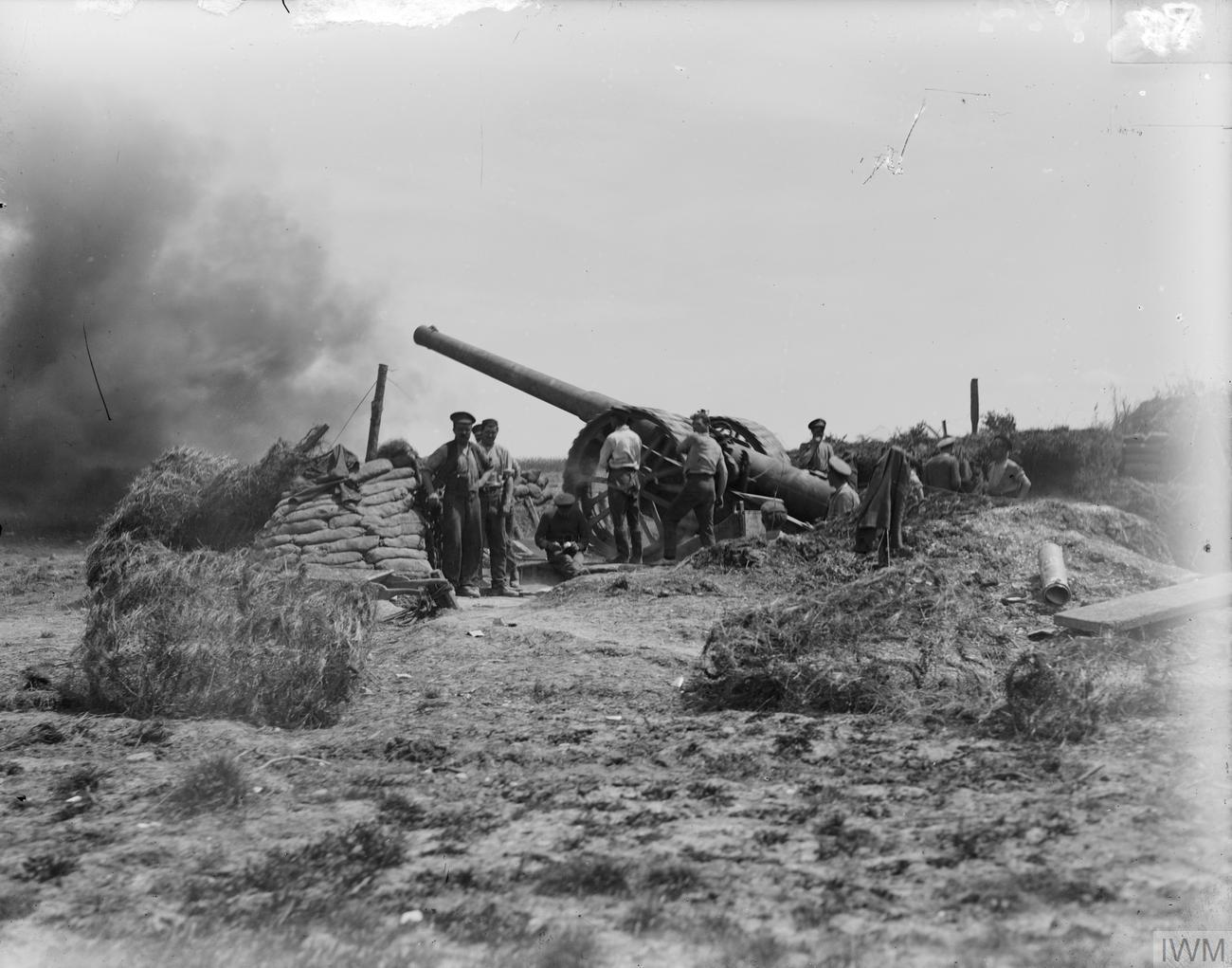
Artillerie britannique lors de la bataille d'Albert, juillet 1916.

- 1er juillet-18 novembre : bataille de la Somme, offensive alliée vers Bapaume et Péronne[9].
- 1er juillet : création d'un impôt sur les entreprises travaillant pour la défense. Contribution extraordinaire sur leurs bénéfices exceptionnels ou supplémentaires réalisés à compter du 1er août 1914[1].
- 5 juillet : sortie définitive de l'hebdomadaire le Canard enchaîné crée en 1915[27].
- 14 juillet : Création du journal de tranchées, Le Bochofage, mensuel publié de 1916 à 1918.
- 14-17 juillet : bataille de la crête de Bazentin[28]. Début de la seconde phase de la bataille de la Somme (guerre d’usure)[29].
- 28 juillet, Somme : les Britanniques chassent les Allemands du bois Delville, puis prennent Contalmaison, progressent rapidement vers Péronne et s’emparent de Longueval[30].
- 30 juillet : instauration du régime économique de l'alcool[21].

### Août
- 15 août : création à Marly-le-Roi du premier centre d’instruction des chars de combat, dirigé par Jean-Baptiste Eugène Estienne[31].

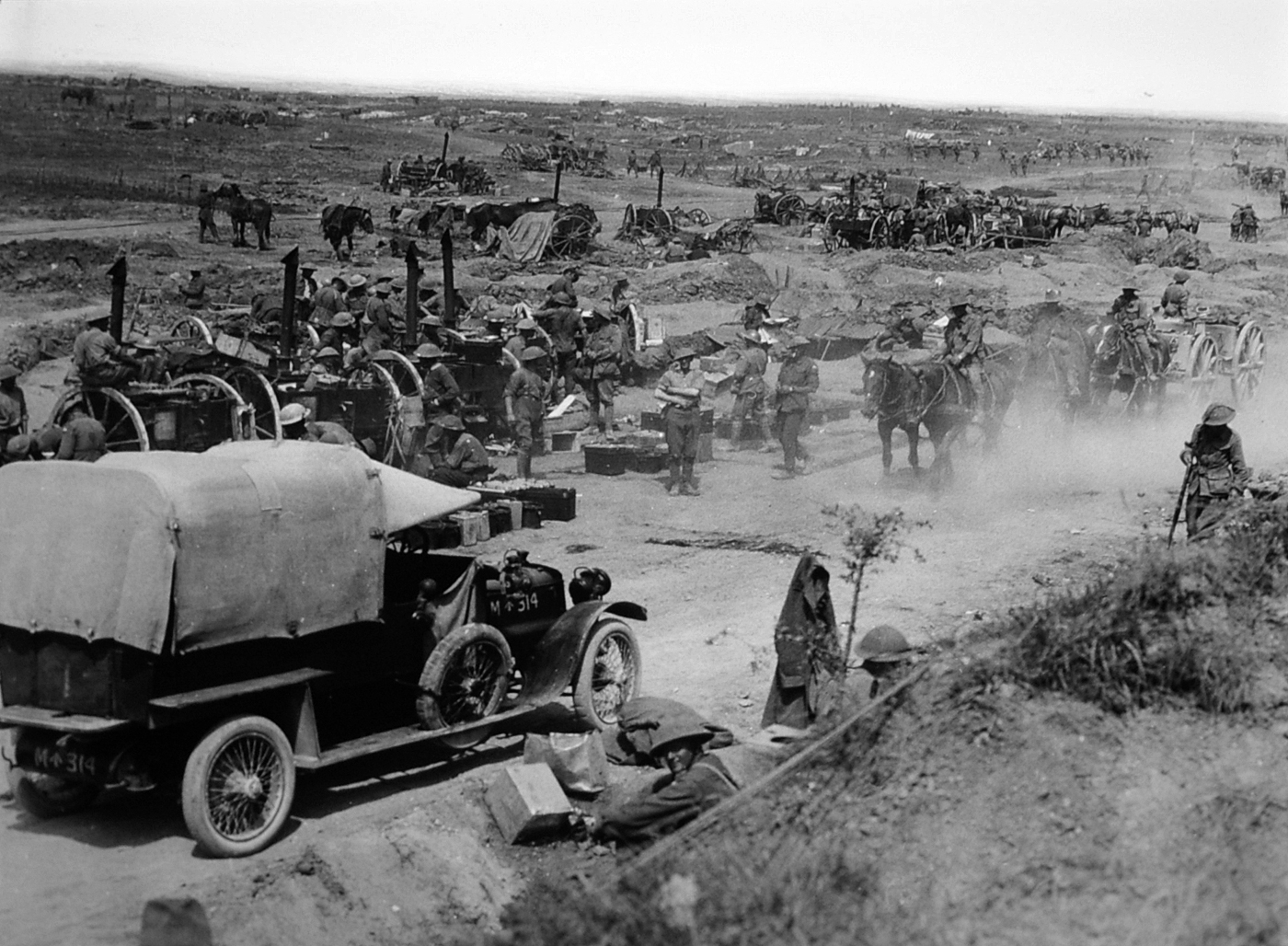
Cuisine de campagne dans la Somme. 28 août 1916.

- 24 août, Somme : les Français prennent Maurepas[32].

### Septembre
- 13 septembre : le général Joffre, qui a toujours un œil sur Verdun demande à Pétain et à Nivelle, de préparer sur la rive droite la reprise des forts de Vaux et de Douaumont[33].

- 15 septembre :

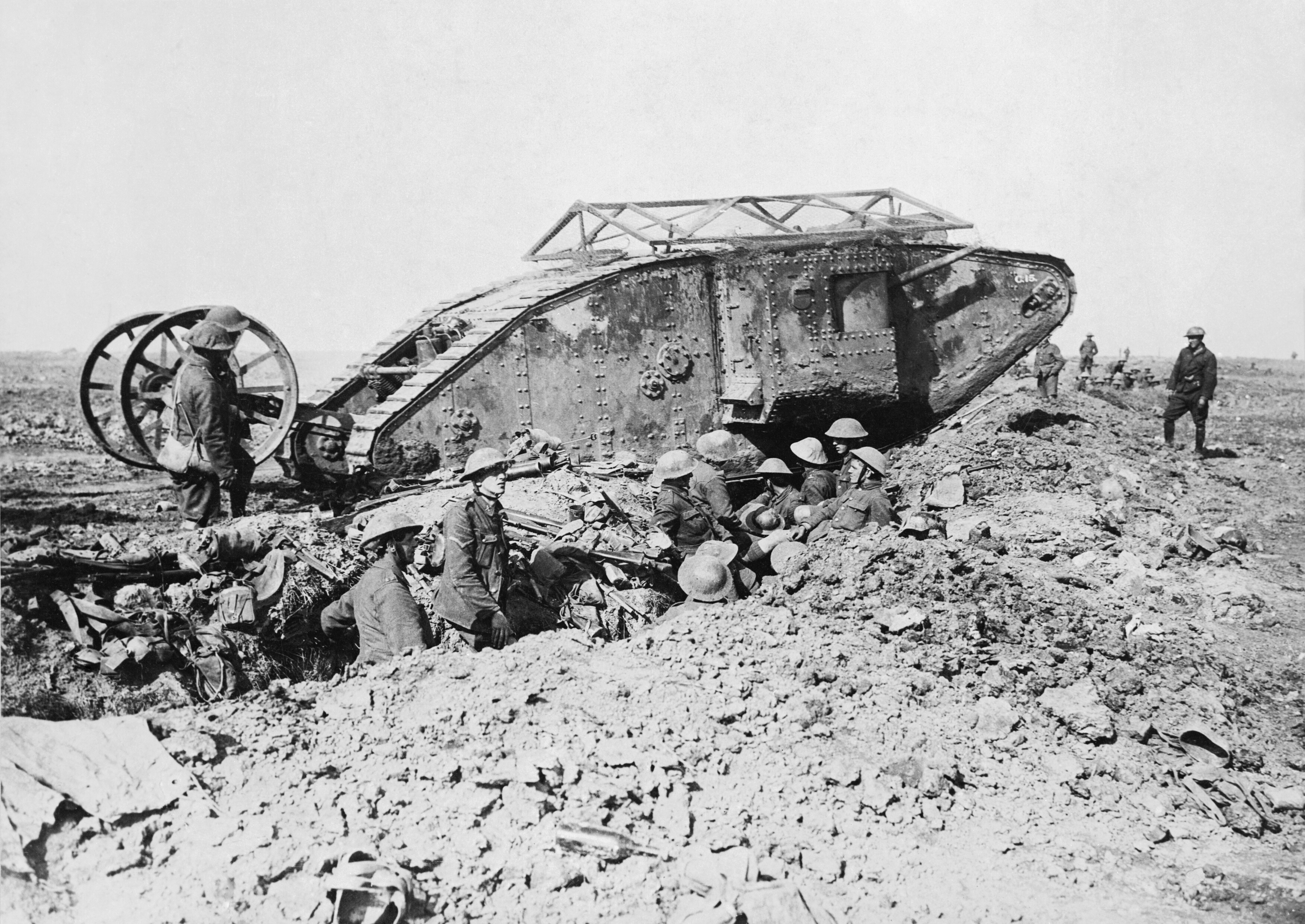
Char britannique Mark I.

  - Somme : première utilisation des chars (tanks) par l’armée britannique à Flers-Courcelette[9]. Ils aident à prendre Courcelette, Martinpuich, le bois des Fourcaux, le village de Flers avec 4 000 prisonniers. Le 25, Français et Britanniques prennent Combles, à 12 km de Péronne[34].
  - loi qui autorise le deuxième emprunt de la Défense nationale[35] lancé par l'État par une circulaire du 13 octobre[36], émis en rentes 5 % exemptées d'impôt et non remboursables avant 1931[21].
- 29 septembre : Blaise Diagne, député du Sénégal, obtient par une loi que les habitants des « quatre communes » soient soumis aux obligations du service militaire au même titre que les autres Français[37].

### Octobre
- 1er octobre : retour à l'heure normale[22].

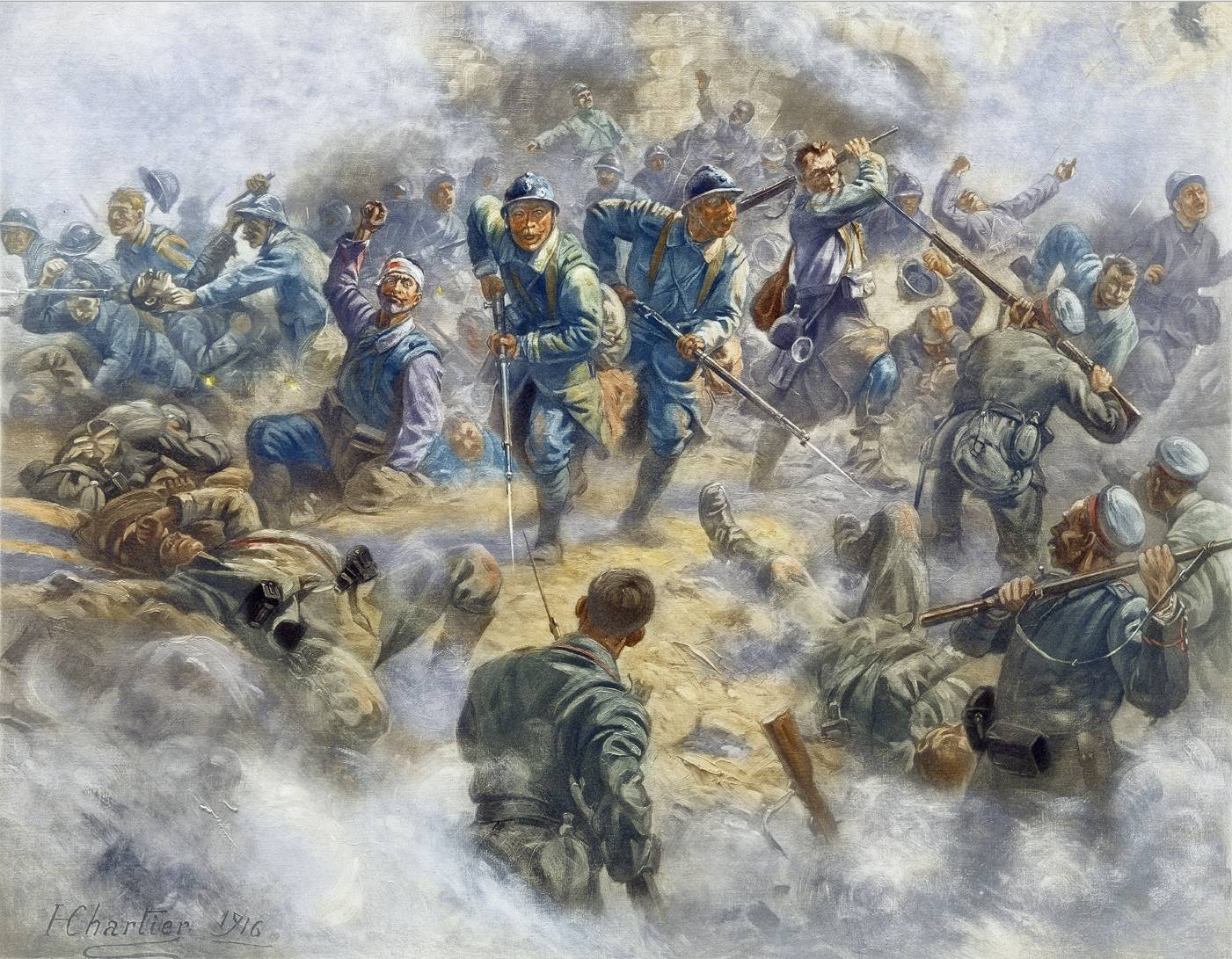
La reprise de Douaumont, le 24 octobre 1916.

- 24 octobre, Verdun : les troupes françaises du groupement Mangin reprennent en quatre heures le fort de Douaumont et réoccupent jusqu’à Vaux tout le territoire conquis depuis huit mois par les Allemands[8].
- 25 octobre-8 novembre : résistance à la conscription dans le Sud-Constantinois[38].
- 28 octobre : grève du personnel de la Compagnie des tramways de Paris et du département de la Seine[39].
- 31 octobre : décret du ministre de l'Intérieur Louis Malvy légitimant l'intervention des pouvoirs publics « lorsque l'arrêt d'une exploitation industrielle ou d'une entreprise de service public est de nature à compromettre la défense nationale »[39].

### Novembre
- 2 novembre : reprise du fort de Vaux[33].
- 15 et 16 novembre : réunion à Chantilly (Oise), à l’initiative du général Joffre, d’une nouvelle conférence militaire interalliée pour arrêter le plan des opérations de 1917[9].
- 21 novembre : deuxième comité secret de la Chambre des députés[40] sur le recensement de la classe 1918[41].
- 28 novembre-7 décembre : troisième comité secret de la Chambre des députés sur la question du commandement en chef, sur la situation qui serait faite au général Joffre et sur la guerre sous-marine[40].

### Décembre
- 12 décembre : remaniement du gouvernement Briand (président du Conseil). Il est réduit à 10 membres au lieu de 23. Les socialistes sont écartés sauf Albert Thomas promus ministres de l'Armement[42].
- 13 décembre : le général Lyautey, ministre de la guerre[42].
- 18 décembre : fin de la bataille de Verdun[9]. Les Allemands sont repoussés par les troupes françaises.
- 19-23 décembre : second comité secret du Sénat qui rejette un ordre du jour, présenté notamment par Clemenceau,  Pichon et Monis contre la politique de défense nationale du gouvernement Briand[12].
- 25 décembre : le général Joseph Joffre est nommé maréchal de France, et remplacé par Robert Nivelle à la tête des armées[9].
- 30 décembre : réforme fiscale ; création de la taxe exceptionnelle de guerre, des taxes sur les spectacles et sur les spécialités pharmaceutiques ; augmentation les tarifs des contributions indirectes et de l'impôt sur le revenu des valeurs mobilières (6%)[1]. Le taux de l'impôt sur le revenu passe à 10 %[43].

## Naissances en 1916
- 14 février : Marcel Bigeard, militaire français († 18 juin 2010)
- 21 septembre : Françoise Giroud, journaliste, écrivain et femme politique. († 19 janvier 2003).
- 26 octobre : François Mitterrand, avocat, homme d'État et Président de la République française. († 8 janvier 1996).

## Décès en 1916
- 27 mai : Joseph Gallieni, 67 ans, militaire français, maréchal de France. (° 24 avril 1849).